# Cho Yu-min
Đây là một tên người Triều Tiên, họ là Cho.
Cho Yu-min (sinh ngày 17 tháng 11 năm 1996) là một tiền vệ bóng đá Hàn Quốc thi đấu cho Suwon FC.